# Phaegorista prouti
Phaegorista prouti là một loài bướm đêm trong họ Erebidae.